# マーラ・コバチェビッチ
マーラ・コバチェビッチ（Mara Kovačević　1975年12月12日 - ）はセルビアの柔道選手。階級は78kg超級。身長170cm。体重102kg。

## 人物
最初はユーゴスラビアの選手として、1991年のヨーロッパジュニア78kg超級で3位となった。1997年の地中海競技大会で3位になると、世界選手権では7位となった。1998年の世界学生では3位だった。2000年のシドニーオリンピックでは初戦で敗れたが、世界学生の無差別で3位になった。翌年のヨーロッパ選手権と地中海競技大会では3位だった。2002年の世界学生では優勝を飾った。セルビア・モンテネグロの選手として出場した2003年の世界選手権無差別では銅メダルを獲得した。しかしながら、2004年のアテネオリンピックには出場できなかった。

## 主な戦績
- 1991年 - ヨーロッパジュニア　3位
- 1994年 - ブルガリア国際　優勝
- 1997年 - ブルガリア国際　優勝
- 1997年 - 地中海競技大会　3位
- 1997年 - 世界選手権　7位
- 1998年 - 世界学生　3位
- 1999年 - ブルガリア国際　優勝
- 2000年 - 世界学生　無差別　3位
- 2001年 - ヨーロッパ選手権　3位
- 2001年 - 地中海競技大会　3位
- 2002年 - ブルガリア国際　優勝
- 2002年 - 世界学生　優勝
- 2003年 - 世界選手権　無差別　3位
- 2004年 - オーストリア国際　優勝